# سيف مساوي
سيف الدين علي مساوي (مواليد 30 نوفمبر 1979) هو لاعب كرة قدم سوداني سابق. لعب لصالح نادي الهلال في الدوري السوداني الممتاز. يجيد اللعب كلاعب وسط دفاعي.